# (7108) Nefedov
(7108) Nefedov (1981 RM3) – planetoida z pasa głównego asteroid okrążająca Słońce w ciągu 5,13 lat w średniej odległości 2,97 j.a. Odkryta 2 września 1981 roku.